# 540 v.Chr.

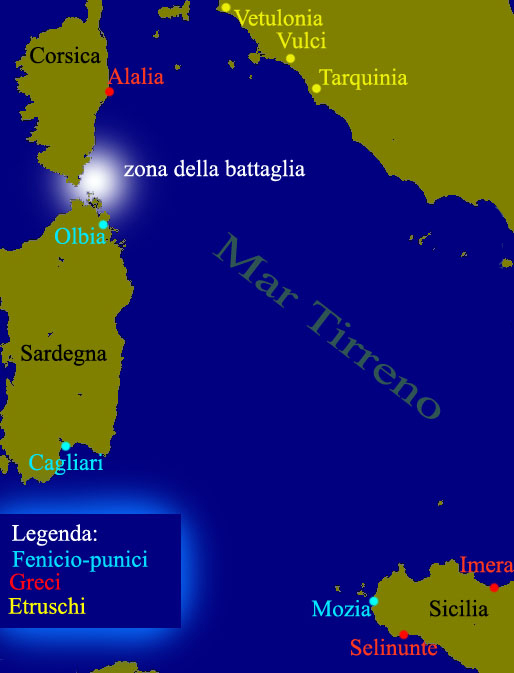
Slag bij Alalia

Het jaar 540 v.Chr. is een jaartal in de 6e eeuw v.Chr. volgens de christelijke jaartelling.

## Gebeurtenissen

### Perzië
- Koning Nabonidus versterkt de verdedigingslinie rond Babylon, hij brengt de goden Der en Mardoek naar de hoofdstad.
- Koning Cyrus II laat de koningsweg aanleggen, deze loopt van Sardis in Anatolië naar Susa in het Perzische Rijk. (waarschijnlijke datum)

### Italië
- Gebundelde Etruskische en Carthaagse strijdkrachten ter zee vernietigen de vloot van Griekse kolonisten van Alalia (Corsica). De Etrusken executeren de Griekse krijgsgevangenen in Caere.

## Geboren
- Heraclitus (540 v.Chr. - 475 v.Chr.), Grieks filosoof van Efeze
- Parmenides (540 v.Chr. - 450 v.Chr.), Grieks filosoof van Elea